# Джуджак, Балаж
Ба́лаж Джу́джак (венг. Dzsudzsák Balázs; род. 23 декабря 1986, Дебрецен) — венгерский футболист, полузащитник клуба «Дебрецен» и сборной Венгрии. Трёхкратный чемпион Венгрии, чемпион Нидерландов. В 2010 году признан футболистом года в Венгрии. Рекордсмен среди всех венгров по матчам (97) и голам (13) в истории чемпионатов России по футболу.

## Карьера

### Клубная карьера
Балаж Джуджак дебютировал в венгерском национальном чемпионате в 2005 году в составе «Дебрецена». В первом сезоне венгр вышел на поле всего 2 раза. Во втором сезоне полузащитник отыграл 10 матчей и забил 2 гола. В двух следующих сезонах Джуджак стал игроком основы клуба, сыграв 36 игр и забив 12 голов. Балаж Джуджак выигрывал чемпионат Венгрии три раза: в 2005, 2006, 2007 годах. В 2007 году стал финалистом Кубка Венгрии. Джуджак выигрывал Суперкубок Венгрии в 2005, 2006 и 2007 годах.
Венгр подписал контракт с ПСВ 24 октября 2007 года. Джуджак должен был перейти в нидерландский клуб летом 2008 года, но во многом отставка Кеннета Переса ускорила приезд венгерского полузащитника. Скаут ПСВ Пит де Виссер сказал: «Джуджак невероятный талант. Он быстр, хорош в комбинациях, обладает невероятным пасом и великолепной подачей».
Джуджак дебютировал в Эридивизи 12 января 2008 года. Матч закончился победой «Фейеноорда» со счётом 1:0. Он был в стартовом составе в том матче и записал на свой счёт 3 удара по воротам. В следующем туре он забил свой первый гол за новую команду в ничейном матче с «ВВВ-Венло» (1:1). Первый голевой пас Джуджак сделал 23 января 2008 года в победном матче против роттердамской «Спарты» (3:1). Ему удалось забить 3 гола в первом сезоне, тем самым венгр помог завоевать ПСВ титул чемпиона Нидерландов. Обладатель Суперкубка Нидерландов 2008 года.
В сезоне 2008/09 главным тренером клуба стал Хуб Стевенс. Он принёс с собой оборонительную тактику, которая уже не позволяла Джуджаку играть так здорово. Венгр сделал свой первый хет-трик за ПСВ в матче чемпионата Нидерландов против АДО Ден Хааг на стадионе «Филипс» (6:0). Всего Балаж Джуджак сыграл 32 матча, забил 11 голов и сделал 9 голевых передач.
В сезоне 2009/10 Фред Рюттен взял на себя команду. 15 августа 2009 года в третьем туре чемпионата Джуджак был назван игроком матча с «Аяксом», забив 2 мяча и отдав голевой пас. Балаж закончил сезон с 14 забитыми голами и 16 голевыми передачами. Сезон 2010/11 выдался не менее удачным: голов забил 12, а голевых передач сделал 15.
12 июня 2011 года Джуджак подписал четырёхлетний контракт с махачкалинским «Анжи». Сумма трансфера составила 14 млн евро. Дебютировал 6 августа в матче с «Томью», который завершился победой «Анжи» со счётом 2:0. Из-за травмы Балаж смог провести за «Анжи» всего 8 матчей. В зимнее межсезонье 2011/12 игрок не полетел с командой на первый сбор в ОАЭ, а затем агент игрока заявил, что московское «Динамо» практически завершило сделку по приобретению игрока.
12 января 2012 года на заседании совета директоров ФК «Динамо» было утверждено приобретение игрока и заключение с ним контракта на четыре года. Сумма трансфера составила 19 млн евро. Джуджак дебютировал за «Динамо» в матче против ЦСКА 9 марта 2012, на 75 минуте отметился голевой передачей на Игоря Семшова. Также в других матчах отметился голевыми передачами на Кевина Кураньи и Звездана Мисимовича. Первый гол в составе «Динамо» забил в ворота «Терека», хотя его команда и проиграла. В матче против «Локомотива» 25 августа 2012 года Джуджак отдал две голевые передачи и забил гол, а его команда победила со счётом 3:2.
2 ноября 2014 года в матче против «Локомотива» (2:4) забил за «Динамо» тысячный гол клуба в российской Премьер-лиге.
С зимы 2015 года ходили слухи о том, что Джуждак мог перейти в «Лацио» и «Интер»; летом 2015 года Джуджак заявлял, что хотел бы уйти в «Герту» или «Бешикташ». 17 августа 2015 года перешёл в турецкий «Бурсаспор».
7 августа 2016 года Джуджак перешёл в «Аль-Вахду». Сумма трансфера — 3 миллиона евро.

### В сборной
Балаж привлекался в различные сборные своей страны. В команде до 17 он провёл 6 матчей. Столько же сыграл и за сборную до 19. А затем Джуджака стали привлекать в национальную сборную Венгрии, за которую он дебютировал 2 июня 2007 года в Ираклионе в матче против сборной Греции. Его первый гол на международной арене случился 24 мая 2008 года, кстати снова в матче против греков. Второй гол он забил нидерландцам, третий — сборной Сан-Марино. Четвёртый гол был самым памятным голом за сборную. 12 октября 2010 года Джуджак забил финнам гол на 94 минуте. Пятый гол венгр забил сборной Литвы в товарищеском матче.

## Достижения
Дебрецен
- Чемпион Венгрии: 2004/05, 2005/06, 2006/07
- Обладатель Суперкубка Венгрии: 2005, 2006, 2007

ПСВ
- Чемпион Нидерландов: 2007/08
- Обладатель Суперкубка Нидерландов: 2008

Динамо (Москва)
- Финалист Кубка России: 2012